# Baoshan Iron and Steel
Baoshan Iron and Steel Company Limited (Baosteel) — крупнейшая китайская сталелитейная компания, входит в состав государственного металлургического холдинга China Baowu Steel Group. Основана 3 февраля 2000 года, штаб-квартира базируется в Шанхае, акции котируются на Шанхайской фондовой бирже (входят в состав CSI 300 Index).
Baoshan Iron and Steel специализируется на производстве высокоуглеродистой, нержавеющей, конструкционной и инструментальной стали, а также стальных изделий (прут, лист, проволока, трубы, кольца, кованные и литые изделия). По состоянию на 2019 год выручка Baoshan Iron and Steel составляла 40 млрд долл., прибыль — 3,6 млрд долл., активы — 50,8 млрд долл., рыночная стоимость — 25,6 млрд долл., в компании работало свыше 57 тыс. сотрудников.
Продукция Baoshan Iron and Steel широко применяется в различных отраслях, главным образом в производстве автомобилей, бытовой электротехники, энергетического и химического оборудования (среди крупнейших потребителей — SAIC Motor, Shanghai Volkswagen и Shanghai General Motors). Кроме металлургии, Baoshan Iron and Steel имеет интересы в химической промышленности, секторах информационных технологий, финансовых услуг и электронной торговли.

## История
Государственная Baosteel Group была создана на базе Шанхайского металлургического комбината (район Баошань). В феврале 2000 года была создана Baoshan Iron and Steel Company Limited, акции которой в декабре 2000 года вывели на Шанхайскую фондовую биржу (несмотря на то, что акции могли купить только внутренние инвесторы, выход на биржу Baosteel стал крупнейшим первичным публичным предложением в Китае того времени).
В 2004 году компания Baoshan Iron and Steel поглотила производителя стали Meishan Iron and Steel (Нанкин), в 2012 году приобрела контрольный пакет акций Zhanjiang Iron and Steel (Чжаньцзян) и 12,8 % акций третьей очереди газопровода Запад — Восток, который соединяет Синьцзян-Уйгурский автономный район с провинцией Фуцзянь (в декабре 2015 года была образована компания PetroChina Pipelines, в которой Baoshan Iron and Steel получила 3,25 % акций).
В середине 2016 года Baosteel Group и China National Petroleum Corporation (обе через SASAC фактически подконтрольны Госсовету Китая) сформировали механизм перекрёстного владения акциями своих публичных дочерних компаний. После завершения сделки Baosteel Group получила 0,34 % акций PetroChina, а CNPC — 4,86 % акций Baoshan Iron and Steel.
Осенью 2016 года произошло слияние Baoshan Iron and Steel и Wuhan Iron and Steel, в результате чего образовалась крупнейшая в стране сталелитейная группа China Baowu Steel Group. После объединения Baoshan Iron and Steel осталась единственным публичным активом группы. По состоянию на 2019 год 85 % выручки Baoshan Iron & Steel приходилось на металлургический бизнес, остальное — на информационные технологии, химическую продукцию, финансовые услуги и электронную торговлю. Компания производила более 60 % китайского листового металла холодной прокатки для автомобильной промышленности и около 80 % китайской электротехнической стали. В 2019 году China Baowu поглотила Maanshan Iron and Steel (Мааньшань), а в 2020 году — Taiyuan Iron and Steel (Тайюань).

## Акционеры
75,4 % акций Baoshan Iron and Steel принадлежит SASAC, другими значительными акционерами являются China Securities Finance (3 %), China Investment Corporation (0,8 %), GIC Private (0,8 %), China Asset Management (0,8 %) и JPMorgan Asset Management (0,2 %).

## Структура

### Дочерние компании
- Baosteel Resources Holding
- Shanghai Baosteel Chemical

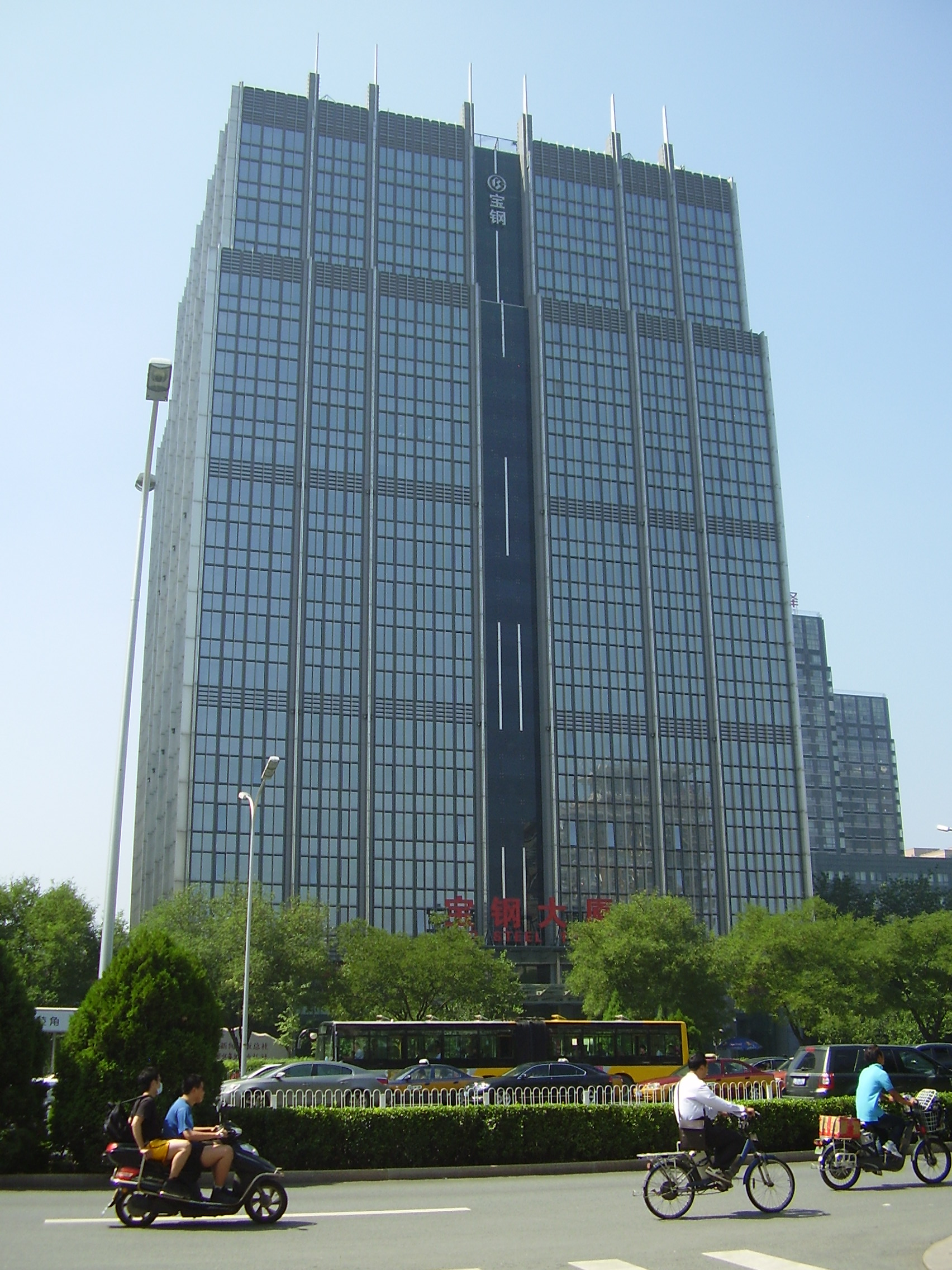
Baosteel Tower в Пекине

- Shanghai Baosteel Industry Development
- Shanghai Baosteel Software
- Shanghai Iron & Steel Research Institute
- Wuhan Iron & Steel
- Meishan Iron & Steel
- Baogang Zhanjiang Iron & Steel
- Baosteel Zhanjiang Iron & Steel
- Shanghai Baosteel Yichang Steelstrip
- Yantai Lubao Steel Tube
- Shanghai Baosteel Shengsi Mayishan Port
- Bao-Trans Enterprises
- Nanchang Baojiang Steel Processing Distribution
- Shanghai Baosteel Stainless Steel Trading
- Shanghai Baosteel Steel Products Trading
- Shanghai Baosteel International Economic & Trading
- Baosteel Hong Kong Trading
- Jiangsu Paragon Mineral Products
- Jiangsu Impex Ferroalloy

### Совместные предприятия
- Shanghai Baosteel Arcelor Laser Welding

### Зарубежные компании
- Baosteel Europe
- Baosteel America
- Baosteel do Brazil
- Baosteel Singapore
- Baosteel Australia Mining